# Gozal Ajnitdinowa
Gozal Nuritdinowna Ajnitdinowa (ur. 22 sierpnia 1998) – kazachska tenisistka, medalistka igrzysk azjatyckich, reprezentantka kraju w Pucharze Federacji.

## Kariera tenisowa
W karierze wygrała dwa turnieje singlowe i pięć deblowych rangi ITF. 23 kwietnia 2018 zajmowała najwyższe miejsce w rankingu singlowym WTA Tour – 396. pozycję, natomiast 6 marca 2023 osiągnęła najwyższą lokatę w deblu – 333. miejsce.
W 2018 roku w Palembangu zdobyła brązowy medal w konkurencji gry podwójnej podczas igrzysk azjatyckich.
Również w 2018 roku po raz pierwszy reprezentowała kraj w zmaganiach o Puchar Federacji.

## Wygrane turnieje rangi ITF
| turnieje z pulą nagród 100 000 $ |
| turnieje z pulą nagród 80 000 $  |
| turnieje z pulą nagród 60 000 $  |
| turnieje z pulą nagród 25 000 $  |
| turnieje z pulą nagród 15 000 $  |
| turnieje z pulą nagród 10 000 $  |

### Gra pojedyncza
|    | Data       | Turniej  | Naw.    | Przeciwniczka       | Wynik    |
| 1. | 21/10/2017 | Kolombo  | Ceglana | Pranjala Yadlapalli | 7:5, 6:4 |
| 2. | 26/01/2020 | Monastyr | Twarda  | Julija Hatouka      | 6:2, 6:4 |

### Gra podwójna
|    | Data       | Turniej        | Naw.    | Partnerka          | Przeciwniczki                                | Wynik                 |
| 1. | 29/02/2020 | Antalya        | Ceglana | Zozia Kardawa      | María Herazo González Yuliana Lizarazo       | 6:7(4), 7:6(1), 12–10 |
| 2. | 10/10/2020 | Szarm el-Szejk | Twarda  | Żybiek Kułambajewa | Jekatierina Dmitriczenko Kamiła Kierimbajewa | 6:1, 2:6, 12–10       |
| 3. | 17/04/2021 | Szymkent       | Ceglana | Żybiek Kułambajewa | Wyktoryja Dema Anna Ureke                    | 6:2, 5:7, 10–7        |
| 4. | 08/05/2021 | Monastyr       | Twarda  | Anna Kubariewa     | Sarah Beth Grey Dasha Ivanova                | 7:5, 6:2              |